# Place Jean Jaurès (metrostation)
Place Jean Jaurès is een metrostation aan lijn B van de metro van Lyon, in het 3e arrondissement van de Franse stad Lyon. Het station is geopend op 4 september 2000, toen lijn B werd verlengd van Jean Macé tot Stade de Gerland.
Het station bestaat uit twee zijperrons langs de sporen. De inrichting staat in het thema 'reizen': de pilaren op het perron in de richting Stade de Gerland vormen het woord Itinéraire ('route'), en op het andere perron is er een fresco op de muur dat een gedeelte van het noordelijk halfrond verbeeld, met daarop gekleurde lijnen die transportlijnen voorstellen.
Charpennes - Charles Hernu · Brotteaux · Gare Part-Dieu - Vivier Merle · Place Guichard - Bourse du Travail · Saxe - Gambetta · Jean Macé · Place Jean Jaurès · Debourg · Stade de Gerland - Le LOU · Gare d'Oullins · Oullins Centre · Saint-Genis-Laval Hôpital Lyon Sud